# Igor' Lapšin
Igor' Olegovič Lapšin, accreditato come Igor Lapshin dalla IAAF (in bielorusso Ігар Алегавіч Лапшын?; Minsk, 8 agosto 1963), è un ex triplista bielorusso, fino al 1991 sovietico.

## Palmarès[1]

### Olimpiadi
- 1 medaglia:
  - 1 argento (Seul 1988)

### Mondiali indoor
- 1 medaglia:
  - 1 oro (Siviglia 1991)

### Europei
- 1 medaglia:
  - 1 bronzo (Spalato 1990)

### Europei indoor
- 1 medaglia:
  - 1 oro (Glasgow 1990)